# カシミール語映画
カシミール語映画（カシミールごえいが、Kashmiri cinema）は、インドの映画のうちカシミール語で製作された映画であり、ジャンムー・カシミール州に拠点を置く映画産業を指す。1964年公開の『Mainz Raat』が最初のカシミール語映画であり、カシミールはボリウッド映画の撮影地として活用されてきた。カシミール俳優のラージ・クマール、ジーヴァン、キラン・クマール、ターリク・シャー、サンジャイ・スーリー、ラーフル・バット、アーミル・バシール、ミール・サルワールはボリウッド俳優としても活動している。

## 映画

### 長編映画
1964年に初のカシミール語長編映画『Mainz Raat』が公開され、1972年にメヘジュールを題材とした伝記映画『Shayar-e-Kashmir Mahjoor』が公開された。同作はジャンムー・カシミール州情報省とインド人映画製作者プラバート・ムケルジーの共同製作映画であり、カシミール語とウルドゥー語で製作されている。1998年ワンダマ虐殺を題材とした『Bub』は国家映画賞のナルギス・ダット賞 国民の融和に関する長編映画賞を受賞し、1989年製作の『Inqalaab』は同年に発生したジャンムー・カシミール州暴動が原因で公開されず、この事件をきっかけにカシミール語映画の製作が禁止され、非公式に同州でのボリウッド映画の上映も禁止された。
2006年に公開されたミール・サルワール主演の『Akh Daleel Loolech』は、インドで公開された最初のカシミール語デジタル長編映画となった。同作はアールシャード・ムスタクが監督し、19世紀のカシミール人の社会闘争・政治闘争を題材としている。2012年には初のカシミール35mm長編映画『Partav』が公開され、同年にはシュリーナガル・ダル湖を舞台にした恋愛映画『聖者の谷』が公開されている。2016年にはフセイン・カーンが監督・プロデューサーを務めたヒンディー語・カシミール語映画『Kashmir Daily』が公開された。

### ドキュメンタリー映画
1952年公開のドキュメンタリー映画『Pamposh』はカシミール語映画として初めてカンヌ国際映画祭で上映された。代表的なドキュメンタリー映画としてアシュヴィン・クマールの『Inshallah, Kashmir』の他に『Papa 2』『Ocean of Tears』が挙げられている。

## テレビ映画
カシミール語テレビ映画は『Rasool Mir』『Habba Khatoon』『Arnimaal』の3本が製作されている。

## 劇場閉鎖
1989年のジャンムー・カシミール州暴動の際、シュリーナガルの7劇場を含むカシミールの劇場が閉鎖された。1998年にジャンムー・カシミール民族協議会の尽力により、ヴィドゥ・ヴィノード・チョープラーの『Kareeb』の上映が許可された。その後も同州での暴動が続いたため、2015年時点でカシミールの劇場は全て閉鎖され海賊版が横行するようになった。

## 産業復興への道
カシミール語映画産業復興の課題として、産業の資金不足と政府援助の欠如が指摘されている。こうした中、2014年にアリ・エムランが『水源』を原作としたカシミール語映画の製作を発表した。同年11月公開の『Identity Card- Ek Lifeline』はアメリカ国際映画祭で3つの映画賞を受賞している。また、インド首相ナレンドラ・モディは「カシミール語映画産業の復興は、カシミールの若者に仕事を与えることに繋がる」と述べ、2015年公開の『バジュランギおじさんと、小さな迷子』で主演を務めたサルマーン・カーンもカシミール語映画産業の復興の必要性を主張している。ジャンムー・カシミール州首相ムフティ・ムハンマド・サイードはヴィドゥ・ヴィノード・チョープラーやイムティアズ・アリーなどのボリウッドの映画製作者や俳優と会談してカシミール語映画産業の復興を訴え、彼らからの支持を取り付けている。